# Henri de Grosmont
Vous lisez un « bon article » labellisé en 2023.
Pour les articles homonymes, voir Henri de Lancastre (homonymie).
Titres
Duc de Lancastre
6 mars 1351 – 23 mars 1361
(10 ans et 17 jours)
Comte de Lincoln
20 août 1349 – 23 mars 1361
(11 ans, 7 mois et 3 jours)
Comte de Lancastre
22 septembre 1345 – 23 mars 1361
(15 ans, 6 mois et 1 jour)
Comte de Leicester
22 septembre 1345 – 23 mars 1361
(15 ans, 6 mois et 1 jour)
Comte de Derby
16 mars 1337 – 23 mars 1361
(24 ans et 7 jours)
Henri de Grosmont (vers 1310 – 23 mars 1361) est un noble anglais du XIVe siècle. Au cours de sa vie, il est à la fois militaire, diplomate et écrivain ainsi que l'un des plus riches seigneurs anglais et un proche du roi Édouard III.
Henri de Grosmont est le fils d'Henri, 3e comte de Lancastre. Né vers 1310, il grandit dans un contexte familial difficile : son oncle est l'un des meneurs de la guerre des Despenser contre Édouard II, puis son père lui-même entre en rébellion contre Roger Mortimer et Isabelle de France. Ces déboires politiques et les confiscations de terres qui s'ensuivent ne lui laissent qu'un maigre héritage dont il prend possession progressivement en remplaçant son père malade dans ses fonctions publiques. Grosmont est toutefois extrêmement proche d’Édouard III, ce qui lui permet de revenir en grâce à partir du début du règne personnel de ce dernier.
Dans les années 1330, il participe militairement et financièrement aux campagnes d’Écosse et aux premiers affrontements de la guerre de Cent Ans. Il se distingue particulièrement dans les années 1340 en menant deux campagnes militaires couronnées de succès dans le sud de la France qui lui permettent d'acquérir une fortune considérable. Grosmont passe la première moitié des années 1350 à voyager, en partie pour des raisons diplomatiques. C'est à cette période qu'il accumule les titres, pour finalement se voir attribuer le titre de duc de Lancastre par le roi, un honneur exceptionnel pour l'époque. La deuxième moitié de cette décennie marque un retour aux affaires militaires, avec une chevauchée en Normandie en 1356 et des missions en Bretagne.
Après ces campagnes, Henri de Grosmont participe à l'élaboration du traité de Brétigny. Il meurt peu de temps après son entrée en vigueur, probablement de la peste.
En plus d'être une figure militaire et diplomatique, Henri de Grosmont est un intellectuel. Il laisse à la postérité le Livre de Seyntz Medicines, traité dévotionnel et allégorique rédigé en anglo-normand.

## Jeunesse

### Origines familiales
Henri de Grosmont est le seul fils d'Henri, 3e comte de Lancastre, né vers 1281 et mort en 1345. Son père est le frère cadet du 2e comte de Lancastre, Thomas, mort en 1322. Les deux frères sont les fils d'Edmond de Lancastre, surnommé « Crouchback », un frère cadet du roi Édouard Ier. Par son père, Henri de Grosmont est donc le cousin d'Édouard II et le petit-cousin d'Édouard III. Par sa grand-mère paternelle, Blanche d'Artois, le jeune Grosmont est également l'arrière-arrière-petit-fils du roi français Louis VIII le Lion.

### Jeunesse et éducation
Peu de choses sont connues sur l'enfance et la jeunesse de Grosmont, qui sont sans doute « mouvementées » selon l'historien Kenneth Fowler.
Henri de Grosmont naît vers 1310, probablement au château de Grosmont, dans le Monmouthshire, au pays de Galles. Son éducation est très classique pour un jeune noble de cette époque. Selon son Livre de Seyntz Medicines, Henri de Grosmont est dans sa jeunesse « grand, blond et mince ». Il avoue également lui-même avoir été meilleur dans le domaine martial (escrime, chasse, etc.) que dans les matières intellectuelles. Il dit avoir appris à écrire tard dans sa vie et être mal à l'aise avec le français, ce qui n'empêche pas le Livre d'être écrit en anglo-normand, un dialecte du français. Sa possession de deux statues en or, l'une de Tristan et Iseult et l'autre d'une représentation de l'Amour, suggère cependant que la littérature romanesque de l'amour courtois l'intéresse dans ses jeunes années.

### Un contexte familial troublé

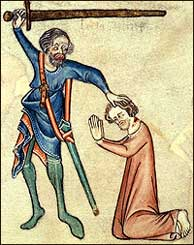
Enluminure représentant l'exécution de Thomas de Lancastre.

L'environnement familial d'Henri de Grosmont n'est pas aussi classique. En effet, son oncle Thomas de Lancastre est devenu le pair le plus riche d'Angleterre par son mariage avec Alice de Lacy, fille et héritière d'Henry, 3e comte de Lincoln. Toutefois, les querelles entre Thomas et son cousin Édouard II sont constantes, notamment à propos de Pierre Gaveston, le favori d'Édouard, auquel il accorde des privilèges qui mécontentent fortement la noblesse. Chassé d'Angleterre par les Ordonnances de 1311, Gaveston revient malgré tout l'année suivante et est mis à mort par un groupe de nobles menés par Thomas de Lancastre. À la suite de ces événements, Lancastre se réconcilie avec le roi, mais une nouvelle rupture intervient en 1319 lorsqu'il est suspecté de comploter avec les Écossais dans le cadre des guerres d'indépendance écossaises. Parallèlement, les nouveaux favoris d'Édouard II, les Despenser, suscitent les mêmes oppositions baronniales que Gaveston en son temps. En 1321, Thomas de Lancastre, Roger Mortimer et Humphrey de Bohun prennent la tête de la rébellion connue sous le nom de guerre des Despenser. Thomas est défait et capturé lors de la bataille de Boroughbridge, puis promptement exécuté sur ordre du roi.
Henri de Lancastre, le père d'Henri de Grosmont, se trouve dans une situation délicate après la rébellion et la mort de son frère, puisqu'il est à la fois apparenté par alliance aux Despenser et opposé à l'importance que leur donne le roi. Cependant, dans la révolte de son frère, il affiche sa neutralité. Cela ne l'empêche pas d'être accusé de trahison par Édouard II en raison de ses liens avec Adam Orleton, un ecclésiastique que le roi accuse d'avoir fomenté la révolte. Après la fin de la révolte, Henri tente de négocier avec Édouard II pour récupérer les terres ayant appartenu à Thomas, qui ont été confisquées et auxquelles il peut prétendre puisque son frère est mort sans enfant. Le roi lui rend le comté de Leicester le 29 mars 1324, mais conserve le comté de Lancastre. En conséquence, le père d'Henri de Grosmont bascule ouvertement dans l'opposition et devient l'un des soutiens de la reine Isabelle de France et de Roger Mortimer lors de leur invasion de l'Angleterre. Il participe ensuite activement à la déposition du roi ainsi qu'aux procès des Despenser, qui aboutissent aux exécutions brutales du père et du fils. Ce soutien lui permet de reprendre le titre de comte de Lancastre ainsi qu'une grande importance dans le gouvernement du royaume.

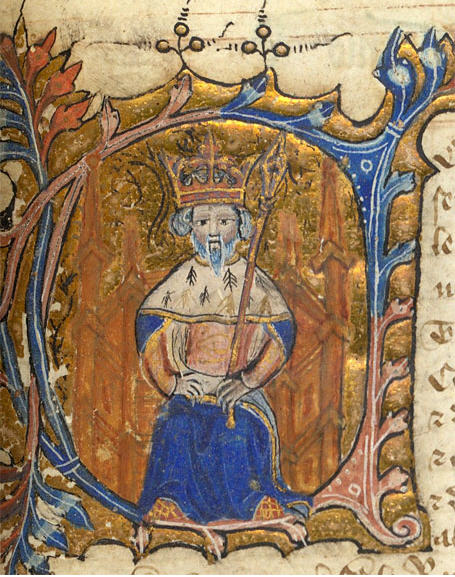
Édouard III.

Cependant, les relations entre Henri de Lancastre et le couple formé par Mortimer et Isabelle se tendent très rapidement en raison des méthodes impopulaires des deux régents du jeune Édouard III. La situation dégénère en 1328 quand Henri de Lancastre entre en révolte contre Mortimer pour lui retirer Édouard III. Lancastre est rapidement battu et contraint de jurer qu'il ne se rebellera plus. Il est en outre frappé d'une amende de 11 000 livres sterling, soit la moitié des revenus de ses terres, et affecté à un poste diplomatique en France.
Le père d'Henri de Grosmont revient en grâce lors du début du règne personnel d'Édouard III en 1330, mais souffre de problèmes de santé (cécité notamment) qui l'empêchent d'exercer toutes ses fonctions. Dans ce contexte, c'est son fils, fait chevalier en 1327, qui le représente au Parlement et assiste au conseil du roi à partir de 1330. C'est également cette année qu'il se marie avec Isabelle de Beaumont. Toujours à la même période, Henri de Grosmont effectue de nombreux voyages entre les différents domaines de son père, probablement pour superviser leur gestion. Après avoir émergé comme successeur de son père en tant que seigneur, Grosmont commence à s'illustrer pour ses talents de combattant en participant à un tournoi royal à Cheapside dans la City de Londres, en 1331,.
Avec le retrait de son père et l'émergence d'Henri de Grosmont sur la scène politique et militaire anglaise, les troubles violents entre la maison de Lancastre et la royauté d'Angleterre disparaissent, d'autant plus que Grosmont et le roi ont sensiblement le même âge et les mêmes intérêts, ce qui ne fait que les rapprocher,. De fait, les bons rapports entre Henri de Grosmont et Édouard III ne se démentent jamais.

### Domaines et finances
En raison des déboires de son oncle et de son père, Henri de Grosmont n'est héritier à l'origine que des seigneuries de Beaufort et de Monmouth. Toutefois, avec la déposition d'Édouard II et le retour en grâce relatif de son père, il devient l'héritier de tout le patrimoine lancastrien. Mais Grosmont doit malgré tout recevoir des rentes (666 livres en 1332) de la part de son père pour financer son début de carrière, dans la mesure où il n'a pas de revenu propre. Henri reçoit en plus, toujours de la part de son père, des terres dans le sud du pays de Galles, auxquelles viennent s'ajouter des récompenses royales pour service rendu lors des campagnes auxquelles il prend part en Écosse à partir de 1333.
Les très bonnes relations entretenues entre Grosmont et le roi jouent également à son avantage : il est élevé en 1337 à l'un des niveaux les plus hauts de la pairie et se voit décerner à cette occasion le titre de comte de Derby, son premier titre important,. En outre, il reçoit 1 000 marks de la part du roi, accordés annuellement jusqu'à la mort de son père pour lui garantir des revenus,. Henri rend tous ces services à Édouard III dans les années 1340, lorsque le roi d'Angleterre doit emprunter de fortes sommes à des banquiers flamands ou payer près de 1 000 livres pour récupérer la couronne d'Angleterre, qu'il a mise en gage pour financer les premières opérations de la guerre de Cent Ans.

## Début de carrière militaire

### Écosse
En 1328, Roger Mortimer et Isabelle avaient conclu le traité de Northampton avec Robert Bruce, roi d'Écosse, pour mettre fin à la première guerre d'indépendance écossaise. Par ce traité, l'Angleterre reconnaît l’Écosse comme nation indépendante, Robert Bruce et sa lignée comme souverains légitimes et fixe la frontière à ce qu'elle était avant la guerre, sous Alexandre III. Cette paix, qualifiée de « paix des lâches », (turpis pax) est l'une des principales causes de l'impopularité des régents d'Édouard III en Angleterre. Elle n'est pas plus uniformément acceptée en Écosse, où un certain nombre de nobles refusent de jurer fidélité au roi et préfèrent fuir en Angleterre pour se ranger sous la bannière d'Édouard Balliol, fils du roi Jean Balliol, qui avait abdiqué en 1296 au début de la guerre. Parmi ces exilés écossais figure Henri de Beaumont, le beau-père d'Henri de Grosmont, qui est comte de Buchan en plus de ses titres en Angleterre, et qui avait servi lors de la guerre en Écosse.

En rouge foncé, les territoires cédés par Balliol aux Anglais.

Au moment ou Édouard III commence à régner en son nom, le beau-père de Grosmont est devenu le chef du parti des nobles anglo-écossais qualifiés de « Déshérités ». En 1331, Édouard ferme les yeux sur leur rassemblement dans le Yorkshire en préparation d'une invasion de l'Écosse menée par Balliol et Beaumont. Les forces anglo-écossaises prennent la mer le 31 juillet 1332 et débarquent à Fife. Le 6 août, les Déshérités battent une première force écossaise à Kinghorn avant de remporter quelques jours plus tard une victoire écrasante à Dupplin Moor, malgré une infériorité numérique importante. À la suite de ces succès, Balliol est couronné roi d'Écosse à Scone le 24 septembre 1332. Mais le soutien dont il bénéficie s'érode très vite lorsqu'il rend hommage pour l'Écosse au roi d'Angleterre et lui cède une large partie du sud du royaume. Trois mois après son couronnement, Édouard Balliol est de retour en Angleterre, à moitié vêtu, en montant un cheval à cru, après avoir fui l'attaque surprise des partisans de David II lors de la bataille d'Annan,. Aussitôt, Balliol demande à Édouard III d'impliquer ses troupes en Écosse pour le soutenir,.

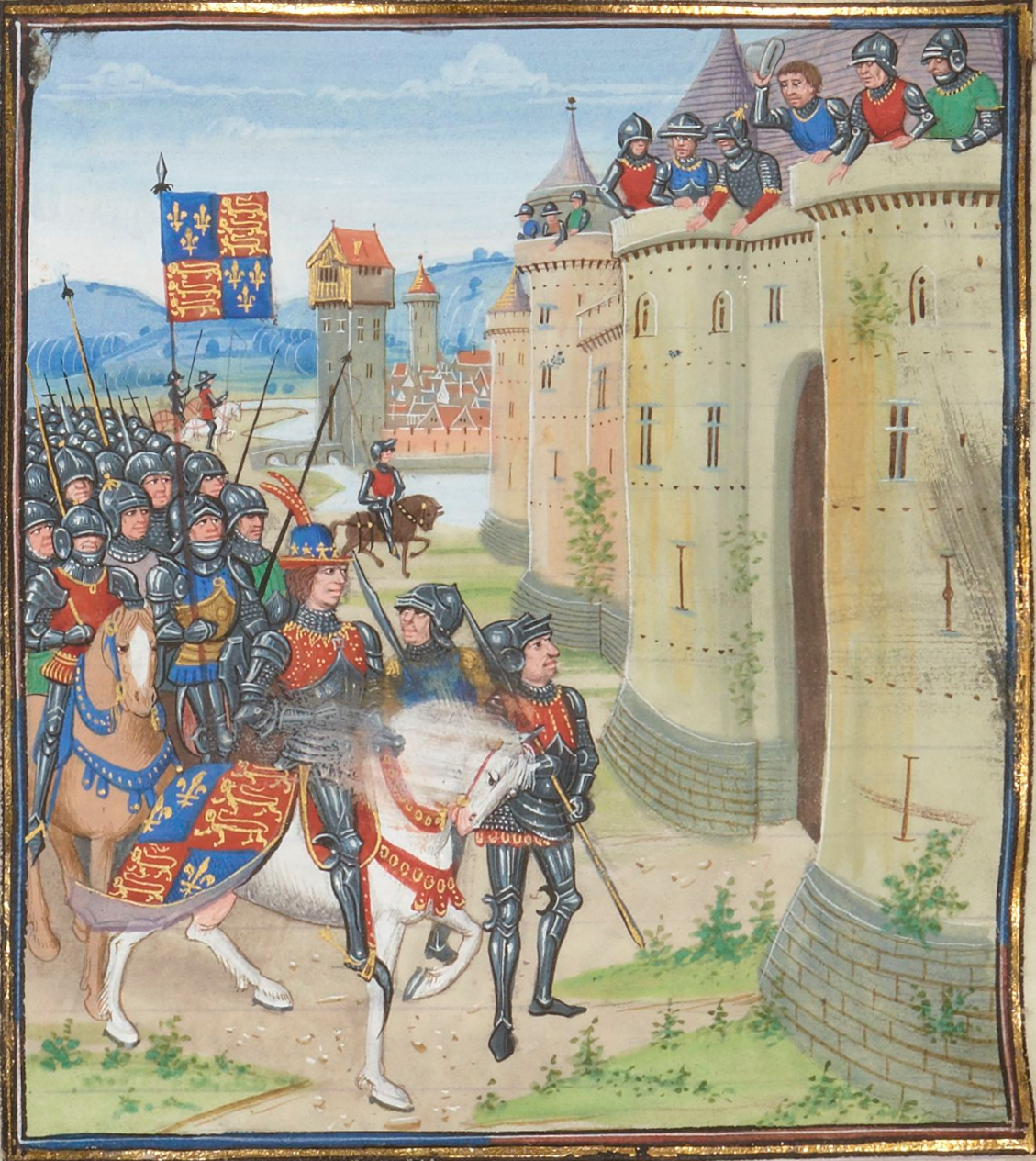
Édouard III devant Berwick. Miniature de Loyset Liédet, Chroniques de Froissart, BNF,

Le 10 mars 1333, Balliol, ses partisans et quelques grands nobles anglais franchissent la frontière et assiègent la ville écossaise de Berwick-upon-Tweed. Six semaines plus tard, une grande armée anglaise menée par le roi les rejoint, portant le nombre total d'assiégeants à près de 10 000. Henri de Grosmont est présent au siège, mais il est difficile de dire s'il fait partie de l'armée des Déshérités ou de l'armée royale. Le 19 juillet, les Anglais écrasent l'armée écossaise venue tenter de briser le siège lors de la bataille de Halidon Hill en profitant d'une solide position défensive et d'un usage massif des arcs longs, qui font des ravages dans les rangs écossais. Là encore, la participation d'Henri de Grosmont est assez incertaine, puisqu'il est probable qu'il ait été affecté à la surveillance de Berwick pour empêcher une éventuelle sortie des assiégés. Ces derniers se rendent le lendemain de la défaite de l'armée de secours, et Henri figure parmi les témoins de l'acte officiel de reddition.
Ce premier succès ne garantit toutefois pas à Balliol la mainmise sur l'Écosse, où il est contesté en raison de sa volonté d'en faire un vassal de l'Angleterre. Édouard III est de retour en Écosse à l'hiver 1334-1335 à la demande de Balliol. Henri de Grosmont accompagne une nouvelle fois le roi lorsqu'il séjourne à Roxburgh jusqu'en février, avant d'exercer une première fonction de commandement à partir de juillet 1335. Lors de cette campagne, il mène des raids au-delà de Perth.
En 1336, Grosmont est investi des pleins pouvoirs plénipotentiaires par le roi et reçoit 500 hommes d'armes et 1 000 archers avec pour mission de briser le siège du château de Lochindorb (en), dans lequel est retranchée la veuve du comte d'Atholl. Après avoir accompli cette mission en juillet, Henri est envoyé mener un raid sur Aberdeen, à 120 km de là. Pendant les deux semaines que dure cette mission, il ravage le pays qu'il traverse. Au milieu de l'année 1336, Grosmont retourne à Londres pour planifier la défense des ports de la Manche en prévision de la guerre imminente avec la France. Il est cependant de retour en Écosse en mai 1337 avec les comtes de Warwick et d'Arundel et ne revient à Londres qu'après l'ouverture des hostilités avec la France.
Lors des années qu'il passe au nord dans les armées d'Édouard III, Henri de Grosmont joue rarement un rôle de premier plan dans le déroulement des opérations, mais Kenneth Fowler qualifie cette période d'« apprentissage inestimable pour les années à venir ».

### Début de la guerre de Cent Ans
Après un premier voyage effectué dans le Brabant en 1332, Henri de Grosmont, désormais comte de Derby, traverse une nouvelle fois la Manche en 1337, cette fois en compagnie du roi. Ce dernier cherche en effet à inciter ses alliés flamands à combattre pour lui mais n'est pas capable de financer le véritable lancement des opérations militaires contre la France. Dans ce contexte, Henri de Grosmont assiste à la rencontre entre Édouard III et l'empereur Louis IV à Coblence en 1338, lors de laquelle l'empereur promet des troupes au roi d'Angleterre et le nomme vicaire impérial. Les difficultés financières d'Édouard ne sont pas sans conséquences pour Henri de Grosmont : en tant que caution des emprunts du souverain, il est brièvement emprisonné (ainsi que le comte de Salisbury) afin de garantir le remboursement des sommes empruntées aux Flamands. Pendant ce temps, les Français mènent une campagne navale dans la Manche, qui ravage les côtes du sud de l'Angleterre, dont Grosmont avait planifié la défense.
Lorsque Édouard III est finalement en mesure d'envahir la France en septembre 1339, Henri figure parmi les commandants de son armée et participe au siège de Cambrai,. Plus tard lors de la campagne, il dirige un détachement, avec lequel il rejoint le gros de l'armée à Bruxelles à la fin du mois d'octobre, lorsque les ressources anglaises en argent et en nourriture sont devenues insuffisantes pour poursuivre la campagne. La fin de cette première opération terrestre sur le continent est célébrée à Bruxelles par un tournoi.
Du 29 mars au 3 avril 1340, Grosmont assiste aux séances du Parlement de Londres, où une subvention est votée à la couronne pour poursuivre la guerre. Encouragés par Édouard III, les Flamands, officiellement vassaux du roi de France Philippe VI de Valois, se révoltent pendant l'hiver 1339-1340. Ces révoltés lancent en avril une offensive contre les Français, sans succès. En retour, le roi de France lance une contre-offensive le 18 mai. Sous la pression française, les alliés continentaux du roi d'Angleterre attendent le secours de ses armées.

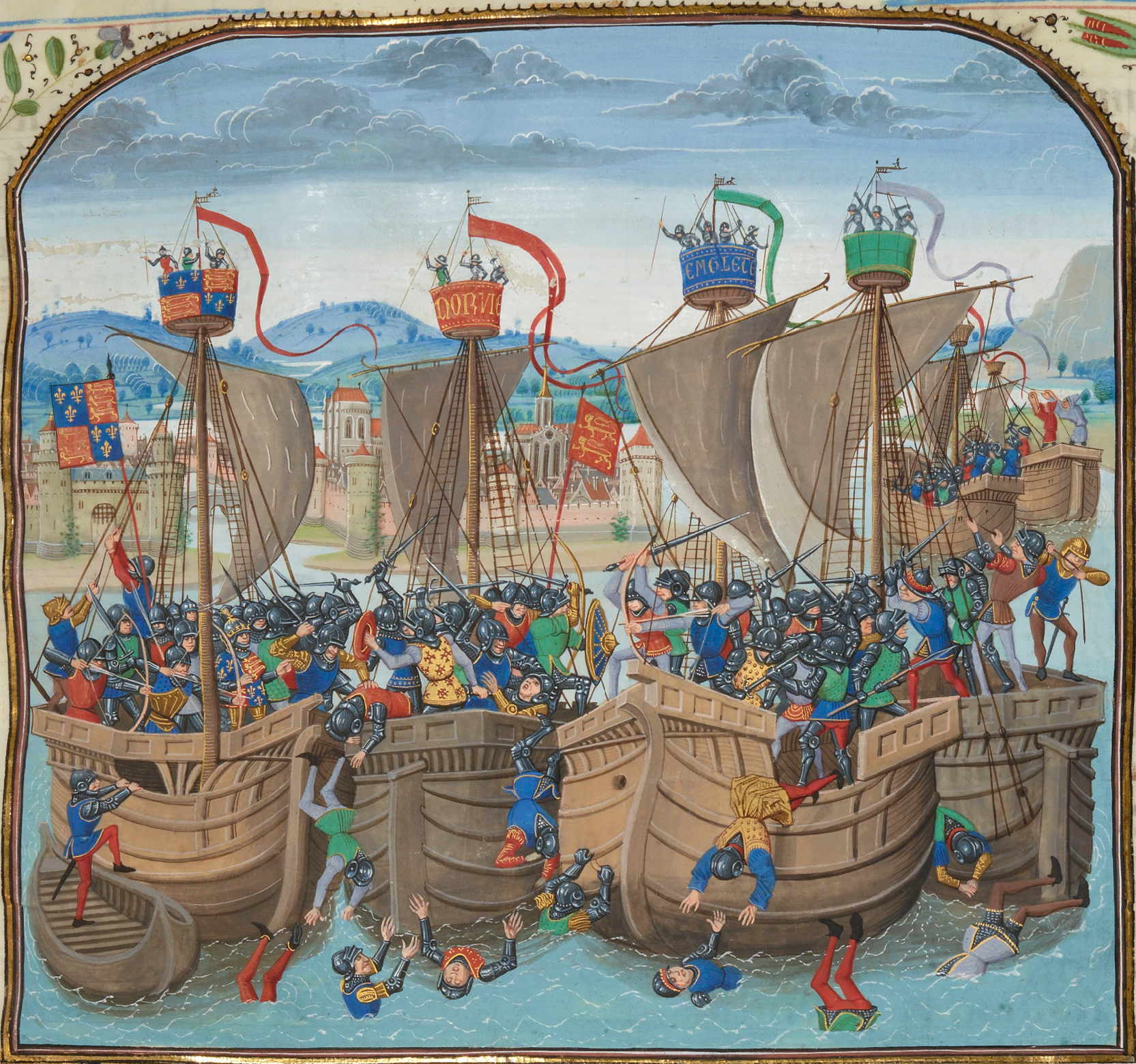
La bataille de l’Écluse dans les Chroniques de Jean Froissart (XVe siècle, BNF)

Ce secours intervient lors de la bataille navale de l’Écluse, lors de laquelle une flotte anglo-flamande anéantit une flotte française au sud des actuels Pays-Bas. Là encore, Henri de Grosmont ne joue pas un rôle de premier plan mais est présent aux côtés d'Édouard III. Il ne reste cependant pas longtemps dans les armées du roi pour cette campagne, puisqu'il se constitue de nouveau otage aux Pays-Bas peu de temps après la bataille pour garantir le remboursement des dettes (près de 9 000 livres) que le roi avait contractées auprès de marchands. En tant que débiteur, Grosmont doit également s'acquitter d'une forte rançon auprès des Flamands et reste officiellement otage pendant près d'un an. Il peut cependant rejoindre l'armée royale lors du siège de Tournai en promettant sur parole de revenir en cas de non-remboursement de la part d’Édouard. Après la fin du siège, fin septembre 1340, Grosmont fait partie de l'ambassade qui signe la trêve d'Esplechin. Le roi d'Angleterre n'ayant pas réussi à rembourser ses dettes à temps, Henri de Grosmont retourne en captivité à Malines dès la signature de la trêve, le 25 septembre. Bien qu'il soit officiellement emprisonné pour dettes, Grosmont bénéficie de conditions relativement souples : il est autorisé à sortir sur parole pour assister à des joutes et reçoit une petite somme d'argent pour ses dépenses quotidiennes. Devant l'incapacité du roi à rembourser, Grosmont contracte entre mai et août 1341 trois prêts destinés à racheter sa liberté. En tant que garant, il doit de fortes sommes aux créanciers flamands jusqu'en 1342, date à laquelle Édouard III reprend ses dettes après de longues négociations.
Après son retour en Angleterre en 1341, Henri de Grosmont est nommé lieutenant du roi dans le nord, une fonction ambiguë car pouvant englober l’Écosse en cas de nouveaux affrontements. Il reste à Roxburgh jusqu'en 1342, date à laquelle une trêve formelle de six mois lui permet d'assister et de participer à un certain nombre de tournois. Par la suite, Grosmont passe plusieurs années à participer à des missions diplomatiques aux Pays-Bas, en Castille et en Avignon.

## Premiers commandements

### Campagne de Gascogne
Édouard III décide au début de l'année 1345 d'attaquer la France sur trois fronts : le comte de Northampton conduit une petite force en Bretagne (en proie à une guerre de succession depuis 1341 entre monfortistes pro-anglais et blésistes pro-français), tandis qu'une force légèrement plus importante se rend en Gascogne sous le commandement d'Henri de Grosmont, et que la principale armée anglaise est menée par le roi dans le nord de la France et en Flandre,. Grosmont est nommé officiellement lieutenant du roi en Gascogne le 13 mars 1345 avec l'autorisation de recruter par endenture 2 000 hommes en Angleterre et d'autres troupes en Gascogne. La mission que le roi lui confie est censée durer six mois (avec une option pour la poursuivre six mois supplémentaires). Ses objectifs sont par contre très flous, puisque le comte de Derby dispose d'une autonomie quasiment totale : ses instructions stratégiques se limitent à « si guerre soit, et a faire le bien q'il poet » (« s'il y a la guerre, faites aussi bien que possible »).

Mouvements de troupes d'août à novembre 1345.

Le 9 août 1345, Grosmont arrive à Bordeaux avec 500 hommes d'armes, 1 500 archers anglais et gallois (dont 500 se déplacent à cheval) ainsi qu'avec des troupes auxiliaires et de soutien en nombre inconnu. Bénéficiant de la mobilité de ses troupes, le comte de Derby délaisse provisoirement la prudente guerre de siège menée ailleurs par les Anglais, lente et fixe par nature, au profit d'une tactique qui doit lui permettre de frapper les Français avant qu'ils ne concentrent des forces suffisantes pour s'opposer à lui. Il bénéficie en cela d'un certain effet de surprise puisque depuis le début de la guerre, les Anglo-Gascons avaient surtout adopté des stratégies défensives dans la région : leurs adversaires ne s'attendent donc pas à être attaqués. Sa première cible est Bergerac, dotée de bonnes liaisons fluviales avec Bordeaux, à même de fournir à l'armée anglo-gasconne une base avancée et dont la prise coupe les communications entre les forces françaises du nord et du sud de la Dordogne. Grosmont est à Bergerac le 26 août et défait l'armée française censée défendre la ville, sous le commandement d'Henri de Montigny (en), sénéchal du Périgord. Dans la foulée, Bergerac est prise et occupée. Les pertes des défenseurs en tués et en prisonniers sont considérables, et cette première victoire personnelle d'Henri de Grosmont lui amène une richesse tout aussi considérable. Clifford Rogers estime en effet qu'il gagne 34 000 livres grâce au butin et aux rançons de cette seule bataille,.
Après cette première victoire, les troupes du comte de Derby continuent à recruter et c'est avec 6 000 à 8 000 hommes qu'il marche sur Périgueux. Après une progression rapide lors de laquelle il emporte plusieurs places sur la route, Grosmont met le siège devant la capitale du Périgord. Il en est chassé en octobre par l'annonce de l'arrivée d'une importante force française menée par le duc de Normandie, le futur Jean II le Bon. Sur le chemin de la retraite, le comte de Derby reçoit un messager venu de la place anglaise d'Auberoche, assiégée par une force française commandée par Louis de Valentinois. L'armée de Grosmont ne compte plus alors que 1 200 hommes (400 hommes d'armes et 800 archers à cheval) en raison des diverses garnisons qu'il a dû laisser dans les places prises. Après une marche nocturne, ses troupes atteignent Auberoche le 21 octobre, au moment où les Français sont occupés à manger. Profitant de l'effet de surprise, le comte de Derby passe immédiatement à l'attaque contre un ennemi presque quatre fois plus nombreux. Les Français sont bientôt pris à revers par une sortie des Anglais assiégés et la lutte au corps à corps se transforme en poursuite dans laquelle Louis de Valentinois est tué. À la fin de la bataille, les Français ont subi des pertes très lourdes,,. Comme à Bergerac, Henri de Grosmont en sort doublement grandi : ses capacités militaires ont trouvé une illustration, et ses finances personnelles ont été renflouées. C'est en effet près de 50 000 livres qu'il amasse grâce aux rançons des captifs. Les prisonniers de rang inférieur sont quant à eux passés au fil de l'épée. Lorsque Laurence Hastings (en), le comte de Pembroke (dont Grosmont attendait le secours à Périgueux) arrive sur le lieu de la bataille, il s'entend dire par le comte de Derby : « Cousin Pembroke, bienvenue. Vous arrivez juste à temps pour asperger d'eau bénite les morts. »
La campagne d'Henri de Grosmont en Gascogne est jugée très favorablement par les historiens modernes. Nicholas Gribit la qualifie ainsi de « première campagne terrestre réussie de la guerre de Cent Ans ». D'autres historiens louent également les qualités militaires du comte de Derby, pleinement révélées à cette occasion,,,,. Sa campagne amène en effet d'importants changements dans le cours de la guerre. Le rapport de force en Gascogne bascule durablement en faveur de l'Angleterre après la campagne de Gascogne (en), fournissant un afflux de taxes et de recrues pour les armées anglaises dans la région. Le soutien de la noblesse gasconne à l'Angleterre en sort lui aussi accru,. Avec ce succès, Henri de Grosmont établit une domination régionale qui va durer plus de trente ans.
Le 22 septembre 1345, Henri de Lancastre meurt à Leicester, après une décennie et demie d'infirmités diverses. Grosmont devient donc officiellement comte de Lancastre (son titre principal) et de Leicester.

### Chevauchée de 1346

Itinéraire de la chevauchée menée par Henri de Grosmont en 1346.

Après les succès anglais de l'année précédente, le royaume de France entend reprendre l'initiative en Gascogne au cours de l'année 1346. Pour cela, 15 à 20 000 hommes, soit une force bien supérieure en nombre à ce que les Anglo-Gascons peuvent lui opposer, attaquent Aiguillon sous le commandement du duc de Normandie, le 1er avril. Cette place-forte contrôle la jonction de la Garonne et du Lot, ce qui signifie qu'il n'est pas possible pour les Français de soutenir une offensive plus loin en Gascogne sans prendre Aiguillon.
En réponse à l'attaque française, l'arrière-ban est convoqué par l'Angleterre dans ses terres du sud de la France,. Henri de Grosmont, désormais principalement connu sous le nom d'Henri de Lancastre, est toujours présent à la tête des troupes anglaises de Gascogne, et envoie donc un appel à l'aide au roi, comme le prévoit le contrat que les deux hommes ont passé l'année précédente lors de l'attribution du statut de lieutenant du roi à Grosmont.
Le comte de Lancastre rassemble ses forces à La Réole, à une cinquantaine de kilomètres du siège d'Aiguillon,. Pendant ce temps, les Français peinent à encercler efficacement la ville en raison de sa configuration naturelle et des sorties menées par les 900 hommes de la garnison.
En juillet, une armée anglaise débarque dans le nord de la France et se dirige vers Paris. Philippe VI ordonne plusieurs fois à son fils de lever le siège d'Aiguillon pour joindre ses forces à la défense du nord, mais le duc de Normandie s'y refuse, faisant de la prise de la forteresse une question d'honneur. À mesure que les opérations piétinent, le ravitaillement de ses troupes devient toutefois de plus en plus problématique, étant donné que les Anglais harcèlent ses lignes de communication. Finalement, fin août, le futur Jean II se résigne à se retirer pour gagner le nord. Six jours plus tard, privé du soutien de son fils, Philippe VI est lourdement battu par Édouard III lors de la bataille de Crécy. Peu après, les Anglais entament le siège de Calais. L'objectif de briser ce siège accapare l'attention et l'armée française, ce qui laisse le champ libre au comte de Lancastre, au sud.
Le 12 septembre, Henri de Grosmont lance des offensives vers le Quercy et le Bazadais, avant de mener lui-même une chevauchée vers la Saintonge, l'Aunis et le Poitou, soit à près de 250 km à l'intérieur du territoire français. Le comte de Lancastre enregistre des succès très rapides : il prend et pille Poitiers le 3 octobre après une série de marches forcées lors desquelles il capture également Saint-Maixent, Melle et Lusignan. En plus de cela, il dévaste de larges portions des régions traversées, sans rencontrer d'opposition sérieuse. La nouvelle de ces attaques atteint le roi de France à Compiègne le 1er octobre seulement, alors qu'il attend le rassemblement de son armée. En urgence, il définit un nouveau point de rassemblement à Orléans pour contrer une éventuelle tentative de Grosmont d'attaquer Paris. Celle-ci ne vient pas, mais ces changements de rassemblement perturbent fortement l'organisation française et permettent à Édouard III de gagner du temps dans le siège de Calais. Grosmont finit par se retirer en territoire anglais à la fin du mois d'octobre.
Là encore, la tactique employée par le comte de Lancastre porte ses fruits : les défenses françaises en Gascogne sont ébranlées par l'attaque, et Grosmont réussit à porter les combats à plusieurs centaines de kilomètres au-delà des frontières gasconnes. Après le succès de cette deuxième campagne militaire, Henri de Grosmont rentre en Angleterre en 1347.

## Retour en Angleterre et activité diplomatique
Désormais comte de Lancastre et de Leicester, Henri de Grosmont rentre en Angleterre dans une position très avantageuse : il sort considérablement enrichi de ses campagnes militaires, qui lui ont accordé un grand prestige. Lorsque Édouard III crée l'ordre de la Jarretière en 1348, Grosmont est le deuxième chevalier de l'ordre, juste après le Prince noir en personne. La même année, Alice de Lacy meurt, et le comte de Lancastre (son neveu par alliance) hérite de biens qu'elle avait conservé depuis l'exécution de Thomas de Lancastre, deux décennies plus tôt, dont le château de Bolingbroke.
En 1351, Henri de Grosmont est encore honoré par le roi, lorsque ce dernier le fait duc de Lancastre. Le titre de duc est encore inhabituel à cette époque : le seul existant à cette époque est celui de Cornouailles, également créé par Édouard III pour son fils et héritier Édouard, le Prince Noir, en 1337. Avant cela, les premiers rois normands d'Angleterre avaient été ducs de Normandie, mais il s'agissait d'un titre français.

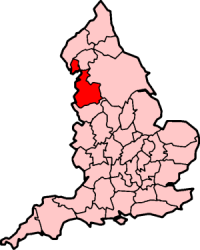
Le comté palatin de Lancashire, une partie des possessions d’Henri de Grosmont.

En plus de cela, le duché reçoit des pouvoirs palatins sur le comté de Lancashire, ce qui autorise Grosmont à l'administrer de manière quasiment indépendante de la couronne. Cette concession est tout à fait exceptionnelle dans l'histoire anglaise puisque seuls deux autres comtés palatins ont existé : Durham, un ancien palatinat épiscopal, et Chester, détenu par la couronne. Cette concession inédite à une telle échelle est un signe supplémentaire de la confiance totale que le roi d'Angleterre accorde à Henri de Grosmont. Cependant, l'absence d'héritier mâle a pu faciliter la décision d’Édouard : le duc de Lancastre n'a personne à qui transmettre son duché.
La vie d'Henri de Grosmont entre 1350 et 1352 est relativement mal connue. Il est présent à la bataille navale de Winchelsea en août 1350, où il aurait sauvé la vie du roi et de ses deux fils, Édouard de Woodstock et Jean de Gand. Par la suite, entre 1351 et 1352, il est en croisade en Prusse contre les païens baltes, mais se querelle avec Othon IV de Brunswick-Grubenhagen. La dispute aurait failli se terminer par un duel à Paris, qui n'aurait été évité que grâce à l'intervention personnelle du roi de France.
En 1353-1354, Henri de Grosmont est actif sur la scène diplomatique : il participe à l'élaboration d'un traité de paix entre la France et l'Angleterre à Guînes et mène des tractations auprès de Charles II de Navarre pour l'attirer définitivement dans le camp anglais. Dans les deux cas cependant, ces négociations n'aboutissent pas. Henri de Grosmont est toutefois reçu avec les honneurs dévolus à un représentant du roi d'Angleterre à la cour pontificale d'Avignon de novembre 1354 à mars 1355. L'objet de cette visite est de sceller le projet de paix qu'il a négocié à Guînes, ce qui ne se fait jamais puisque Édouard III prévoit la reprise des hostilités.

## Campagnes de 1356

### Chevauchée de Normandie

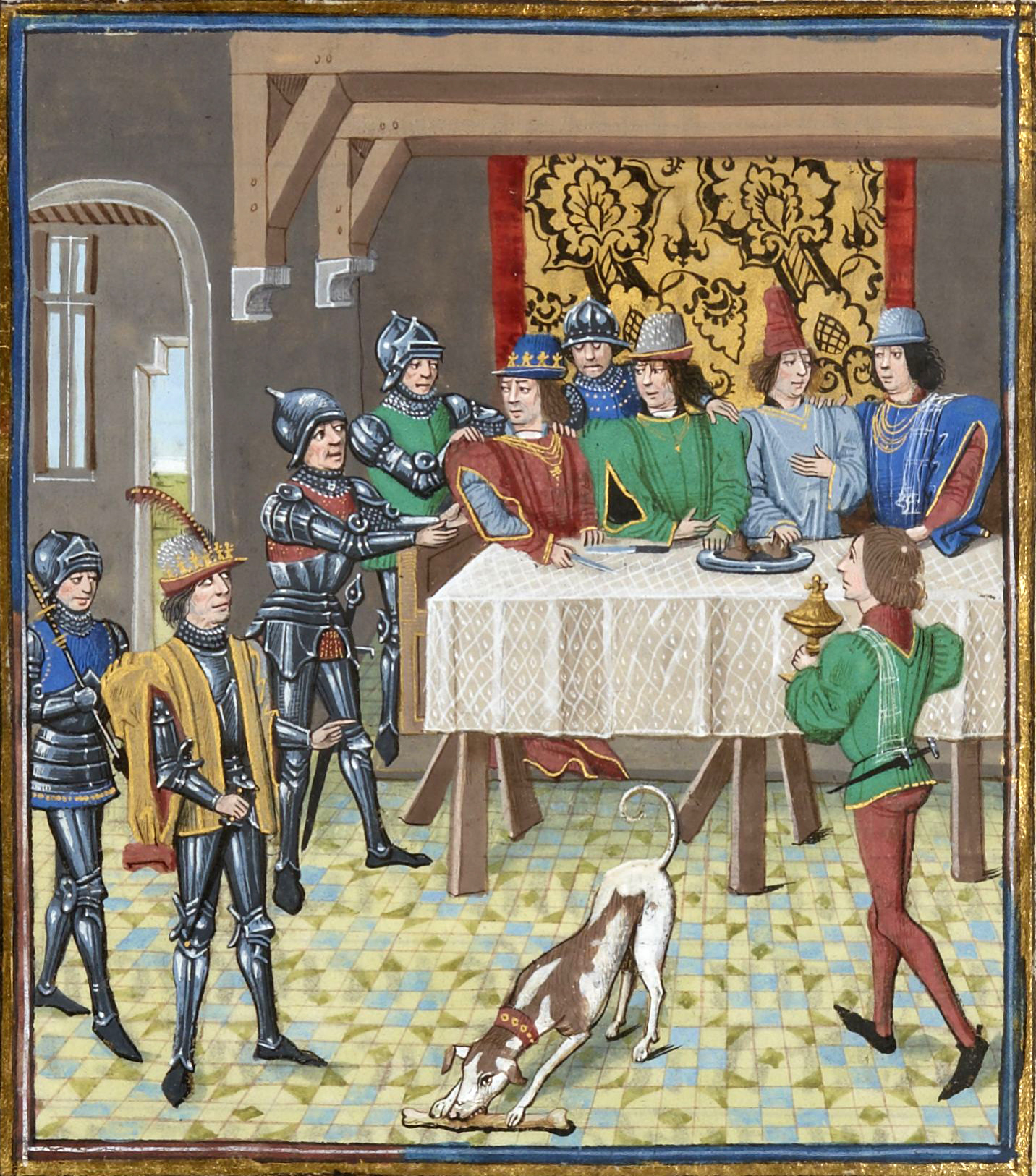
Arrestation de Charles le Mauvais, Chroniques de Froissart, miniature de Loyset Liédet, BNF Fr.2643,.

L'argent et l'enthousiasme pour la guerre sont deux ressources qui s'épuisent en France au début de l'année 1356. Une grande partie du nord du royaume défie ouvertement Jean II et Arras se rebelle. Les grands nobles de Normandie refusent de payer les impôts. Face à cette situation, le roi de France décide d'intervenir par un coup de force. Le 5 avril 1356, les nobles normands dînent avec le fils aîné de Jean II, Charles (le dauphin, mais qui est aussi duc de Normandie). Le roi fait irruption dans le banquet, accompagné d'hommes armés, et arrête dix de ces nobles turbulents dont quatre seront sommairement exécutés par la suite. L'un des prisonniers est le traître notoire Charles II de Navarre, l'un des plus grands propriétaires terriens de Normandie. Les nobles normands qui n'avaient pas été arrêtés envoient des troupes au frère cadet de Charles le Mauvais, Louis, qui administre le royaume de Navarre en tant que lieutenant-général. Dès qu'il apprend la nouvelle, Louis commence à lever des troupes pour affronter le roi de France, tandis que les nobles normands prennent les armes et se tournent vers Édouard III pour obtenir de l'aide dans le conflit qui les oppose à leur suzerain.
Les Anglais avaient à ce moment préparé une expédition en Bretagne sous les ordres d'Henri de Grosmont, pour soutenir le parti pro-anglais dans la guerre de succession de Bretagne, mais Édouard la détourne vers la Normandie pour profiter de l'occasion.

Itinéraire emprunté par le duc de Lancastre.

L'objectif principal de Grosmont lors de cette opération est de soulager les places fortes navarraises assiégées de Pont-Audemer, Breteuil et Tillières-sur-Avre. Sa petite armée s'élance en territoire français le 24 juin. Comme toute chevauchée, elle s'attaque en priorité aux villages et aux places fortes insuffisamment défendues, en contournant tous les points de résistance. Des groupes secondaires ravagent également les abords de l'itinéraire principal, pour que Grosmont cause un maximum de dégâts à l'économie de la région. Bien que ses forces soient suffisantes pour envisager une bataille rangée, le duc de Lancastre préfère l'éviter. Il atteint Pont-Audemer en quatre jours (après avoir parcouru plus de 130 km) et n'a pas besoin de combattre pour en briser le siège : les Français abandonnent leur équipement de siège dans leur fuite,. Renforcé de ce matériel, il repart deux jours plus tard, après avoir ravitaillé la place et détaché 100 de ses hommes pour renforcer la garnison. Il atteint Conches-en-Ouche deux jours plus tard, et rase la place. Le lendemain, Grosmont et ses troupes atteignent Breteuil et brisent le siège sans combattre une fois de plus,.
Pendant ce temps, Jean II, qui avait quitté Chartres avec une force importante, s'établit d'abord à Mantes. Lorsque Lancastre marche vers l'est après avoir traversé le pont fortifié sur la Dives, le roi de France croit qu'il se dirige vers Rouen et y déplace son armée. Il prend également des mesures pour bloquer les gués de la Seine, croyant que les Anglais se dirigeaient in fine vers Calais. Une fois qu'il est devenu clair pour lui que Lancastre se dirige vers le sud depuis Pont-Audemer, le roi de France suit son adversaire.
Henri de Grosmont, qui atteint deux de ses trois objectifs, décide — peut-être par tempérament aventurier — de s'emparer en plus de Verneuil, distante d'une dizaine de kilomètres. Les Anglais atteignent la ville dans l'après-midi, la prennent, la pillent et font prisonniers tous ceux dont ils estiment qu'ils pourraient valoir une rançon. Les hommes les plus riches de la région s'étaient cependant fortifiés dans le donjon de Verneuil avec leurs familles et leurs objets de valeur avant l'arrivée des Anglais. À 6 heures du matin le 6 juillet, ses défenseurs négocient une reddition : ils sont autorisés à partir, mais à condition d'abandonner tous leurs biens. Le donjon est ensuite pillé et démoli. L'historien Alfred Higgins Burne émit l'hypothèse que le matériel de siège français qui avait été capturé à Pont-Audemer fut utilisé pendant la suite de la chevauchée, ce qui explique les facilités qu'avait Lancastre pour prendre les places qu'il trouvait sur sa route. Cette dernière action constitue la fin de la phase offensive de la chevauchée du duc de Lancastre, qui ne tente rien pour atteindre son troisième objectif, Tillières-sur-Avre, situé pourtant à seulement 11 kilomètres à l'est de Verneuil.

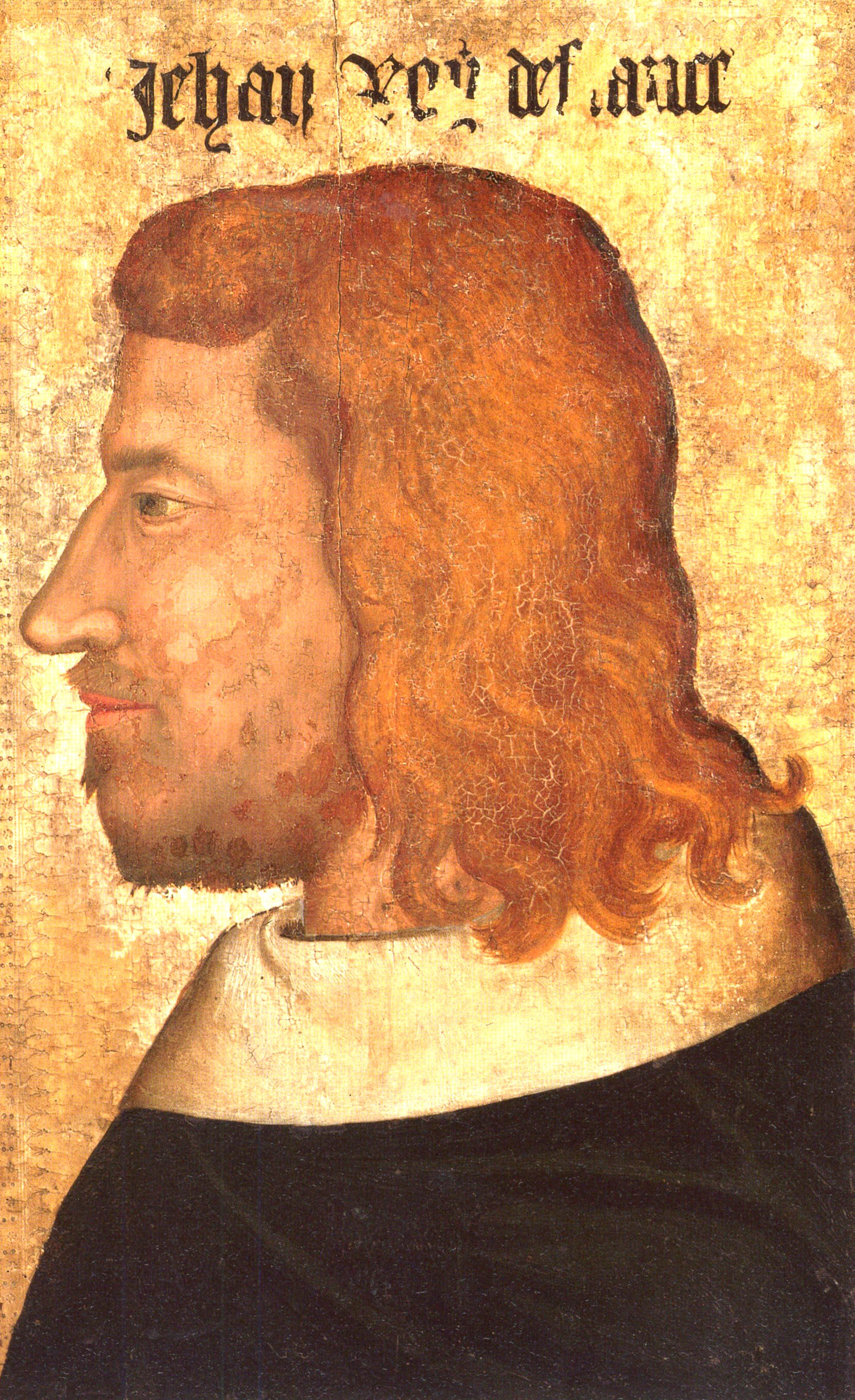
Portrait de le Bon, anonyme vers 1350.

Au moment où la démolition du donjon de Verneuil est terminée, le soir du 6 juillet, des rapports sur l'approche de l'armée française sont reçus par le duc de Lancastre. Les forces françaises sont beaucoup plus nombreuses que les troupes anglaises, avec peut-être dix fois plus d'hommes. S'étant déplacées de Rouen à Condé-sur-Iton, elles se trouvent donc alors à 4 kilomètres de Breteuil, que les Anglais viennent d'approvisionner, et seulement 11 kilomètres de Verneuil. Le 7, Lancastre laisse au repos ses hommes et leurs chevaux mais les dispose en ordre de bataille à l'extérieur de Verneuil, pour être prêt à réagir en cas d'attaque des Français. Jean II souhaite temporiser pour attendre que tous ses traînards et détachements rejoignent son armée et laisse donc lui-aussi ses troupes au repos. Le 8, les Anglais marchent 22 kilomètres vers l'ouest jusqu'à L'Aigle. Jean II les suit et leur envoie des hérauts pour proposer à Lancastre d'engager ses forces dans une bataille. Ce dernier répond de manière ambiguë, mais le roi de France, convaincu que la principale raison du débarquement de Lancastre en Normandie était de chercher une bataille, croit qu'un accord a été conclu et campe pour la nuit,. Mais Grosmont lève le camp pendant la nuit pour s'engager dans une longue marche de 45 kilomètres vers Argentan. Tenter une poursuite étant manifestement sans espoir, les Français retournent à Breteuil et y rétablissent le siège de la forteresse. Une force est également envoyée à Tillières-sur-Avre, qui capitule aussitôt, étant donné que Lancastre n'a pas ravitaillé cette forteresse.
Le duc de Lancastre est cependant pressé dans sa retraite par un petit détachement français, qu'il prend pour l'avant-garde du roi de France. La troupe d'Henri de Grosmont revient à Montebourg, son point de départ, le 13 juillet. En 22 jours, les Anglais ont parcouru 530 kilomètres, un exploit pour l'époque. L'expédition de trois semaines a été couronnée de succès : deux des places assiégées ont été réapprovisionnées ; les participants ont saisi une grande quantité de butin, dont de nombreux chevaux ; des dommages ont été causés à l'économie et au prestige français ; l'alliance avec les nobles normands a été cimentée ; il y a eu peu de pertes et le roi de France a été distrait des préparatifs du Prince Noir pour une plus grande chevauchée dans le sud-ouest de la France,.

### Campagne de la Loire
Après le succès de sa campagne normande, Grosmont marche (avec au moins 2 500 hommes) vers le sud en août 1356 depuis l'est de la Bretagne dans une nouvelle chevauchée. Il a l'intention de rejoindre l'armée du Prince Noir, le fils aîné d'Édouard III. Celui-ci est parti de Bergerac le 8 août et chevauche vers le nord. Il est prévu que les deux troupes anglaises se rencontrent dans les environs de Tours. En raison du niveau élevé de la Loire, et des destructions ou fortifications des ponts sur le fleuve réalisées par les Français, Grosmont est incapable d'effectuer la jonction. Début septembre, il abandonne le projet de forcer la traversée aux Ponts-de-Cé et retourne en Bretagne. En route, il capture et place des garnisons dans un grand nombre de places fortes françaises.
Le Prince Noir s'attarde cependant au point de rencontre prévu, ce qui permet à l'armée du roi de France de lui bloquer la route du retour vers le sud. L'affrontement entre les deux armées survient près de Poitiers et est un désastre pour le royaume de France, Jean II étant capturé.

## Dernières années

### Fin de carrière militaire
Henri de Grosmont reste en Bretagne jusqu'au début de l'année 1358, mais cette période de commandement militaire n'est pas la plus mouvementée. D'octobre 1356 à juillet 1357, il dirige le siège de Rennes, la dernière grande ville de Bretagne à rester hostile au duc soutenu par les Anglais, Jean de Montfort. C'est à cette occasion que survient l'une des rares discordes entre Grosmont et son roi. Alors que le siège aurait dû être levé en vertu de la trêve anglo-française conclue à Bordeaux en mars 1357, le duc de Lancastre n'obéit pas et reçoit deux lettres de remontrances de la part d’Édouard III. L'Anonimalle Chronicle suggère que Lancastre considère à ce moment qu'il agit en Bretagne au nom du prétendant monfortiste et n'est donc pas concerné par cette trêve.
Le retour de Lancastre en Angleterre en 1358 lui permet de participer, l'année suivante, à la dernière des grandes chevauchées d'Édouard III à travers la France. Son rôle dans cette campagne est difficile à préciser, mais il semble qu'il soit resté à l'avant-garde de la troupe.

### Fin de vie
Aussitôt après la fin de la campagne, Henri de Grosmont est l'un des principaux négociateurs anglais de la paix de Brétigny, au début du mois de mai 1360. Selon le chroniqueur Froissart, il souhaite véritablement la fin définitive de la guerre franco-anglaise et conseille au roi d'accepter les termes qu'il réussit à négocier aux côtés du Prince Noir. Ce traité entré en vigueur le 24 octobre 1360 permettra une paix de neuf ans. Henri de Grosmont ne vivra pas assez vieux pour voir la guerre reprendre.
Il rentre en novembre en Angleterre et tombe gravement malade au début de l'année 1361. Henri de Grosmont meurt au château de Leicester (en) le 23 mars 1361 à environ 51 ans. La cause de sa mort est incertaine mais il est possible qu'il s'agisse de la peste, qui fait son retour en Angleterre à cette époque après la poussée de la peste noire une décennie plus tôt. Sa femme Isabelle de Beaumont lui survit, mais pour une durée indéterminée. Elle est, du reste, une figure très mal connue. Henri de Grosmont meurt sans descendance masculine, ayant eu deux filles : Maud, épouse de Guillaume III de Hainaut et Blanche, épouse de Jean de Gand.
Il est enterré dans l'église de l'Annonciation de Notre-Dame de Newarke (en), qu'il avait transformée en nécropole de la dynastie lancastrienne en y enterrant son père.

## Le Livre de Seyntz Medicines

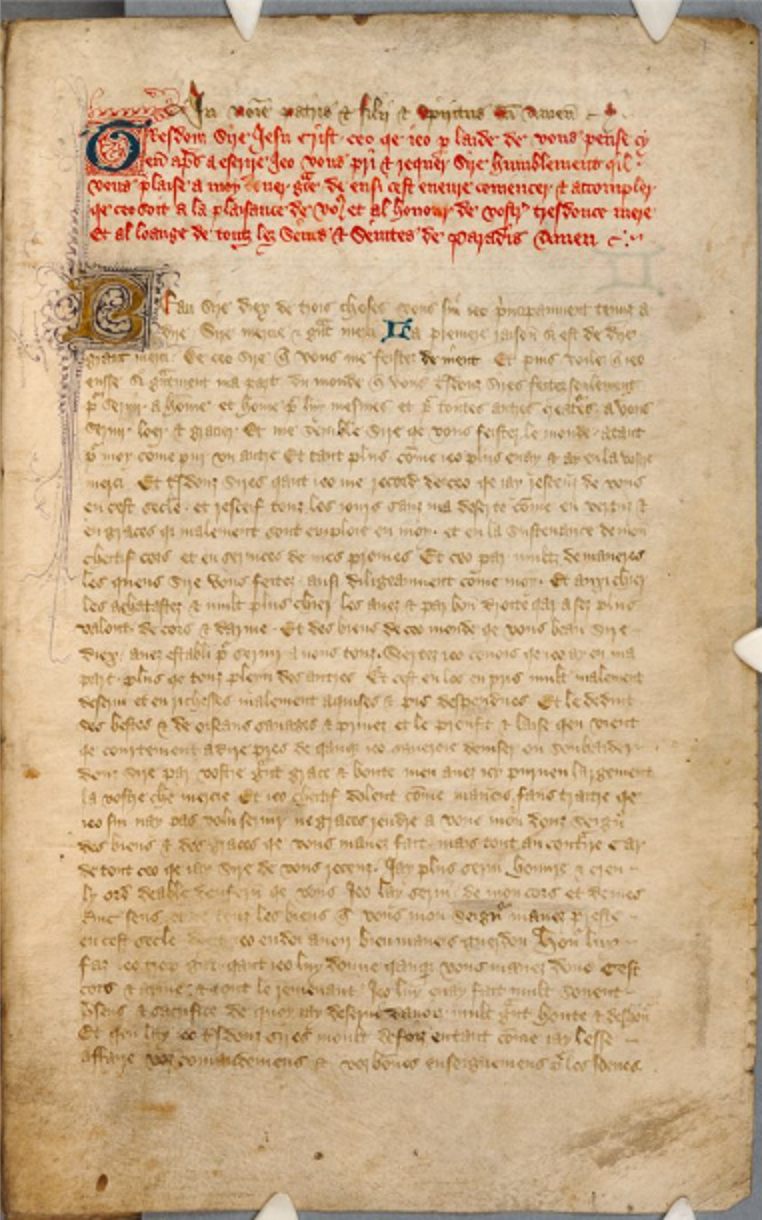
Première page du Livre (Cambridge, Corpus Christi College, MS 218).

Henri de Grosmont a laissé à la postérité un document rare à plus d'un titre : le Livre de Seyntz Medicines. Il s'agit d'un traité dévotionnel composé en anglo-normand vers 1354, peut-être à la demande de ses amis ou de son confesseur. Cet ouvrage est l'un des rares textes à avoir été écrit à cette époque par un individu aussi haut placé socialement et est en outre l'un des rares travaux religieux d'envergure écrits par un laïc, porté par sa seule dévotion. Le Livre est une allégorie très élaborée dans laquelle Grosmont dresse des parallèles entre les maladies du corps et celles de l'âme : le Christ y est le médecin qui, par ses soins, guérit les cinq sens de l'infection par les sept péchés capitaux.
Le texte est destiné à un public composé principalement de membres de la noblesse anglaise, mais aussi d'ecclésiastiques de haut rang, de juristes et de commerçants lettrés. Les historiens modernes considèrent qu'il s'agit de l'un des textes anglais les plus importants de l'époque, notamment en raison du statut et de la position de son auteur, mais aussi pour ce qu'il apporte à la connaissance des conventions sociales et religieuses de la noblesse anglaise du XIVe siècle ainsi que de la médecine médiévale.

### Un révélateur de la personnalité d'Henri de Grosmont
Toute la première partie du Livre de Seyntz Medicines est organisée de manière que le lecteur puisse entrevoir la vision qu'Henri de Grosmont a de lui-même. Étant donné le caractère expiatoire du texte, il s'agit surtout pour le duc de Lancastre de faire un catalogue de ses péchés. Il commence par la vanité de sa jeunesse, où il admet avoir été orgueilleux. Il dit : « Quand j'étais jeune, fort et agile, je m'enorgueillissais de ma bonne mine, de ma silhouette, de mon noble sang et de toutes les qualités et dons que tu m'avais donnés, ô Seigneur, pour le salut de mon âme. » Il reconnaît également avoir été fier de sa richesse, de ses bijoux, de ses vêtements, de ses armures, mais également de ses talents de danseur, pour lesquels il aimait être complimenté. Henri de Grosmont confesse ensuite le péché de paresse : il reconnaît avoir du mal à se lever pour la messe du matin. Pour la gourmandise, il avoue également un goût prononcé pour la bonne chère et les bonnes boissons, surtout les vins forts. Le duc de Lancastre s'accuse aussi de luxure, puisqu'il dit aimer les « baisers lubriques », surtout ceux des femmes ordinaires, car celles de sa classe sociale le blâmeraient pour sa conduite.
De manière plus anecdotique, les confessions d'Henri de Grosmont laissent entrevoir un homme passionné de musique et de danse. Il est en effet connu pour avoir engagé sa propre troupe de ménestrels et avoir aménagé une salle de danse privée dans le château de Leicester (en). Son mode de vie est largement celui d'un pécheur mais est imposé par les conventions sociales de son époque, qui attend de tels comportements de la part d'un noble digne de ce nom.

### Le modèle du chevalier duXIVesiècle
Le texte d'Henri de Grosmont représente les évolutions de la chevalerie qui, au XIVe siècle, se tourne vers davantage de sécularisation qu'au siècle précédent, où la croisade restait l'objectif suprême des chevaliers. À l'époque du duc de Lancastre, la croisade reste un idéal religieux mais est aussi vue ouvertement comme un moyen de s'enrichir. Cette évolution des mentalités n'empêche pas Henri de Grosmont d'être pieux, et il en fait plusieurs fois la démonstration au cours de ses campagnes militaires,. Ainsi en 1345 il laisse la vie sauve aux habitants de Bergerac après que ces derniers ont demandé grâce, et suspend également le siège d'une place forte lorsqu'un carmélite hisse une bannière à l'effigie de la Vierge au-dessus des remparts selon une anecdote rapportée par Geoffrey le Baker. Mais Grosmont est aussi porteur d'ambiguïtés : sa campagne de 1346 en Poitou est marquée par plusieurs incendies d'églises ainsi que par le saccage de l'abbaye de Saint-Jean-d'Angély. La capture et la mise à rançon des moines de cet établissement entraîne d'ailleurs une protestation du pape Clément VI.

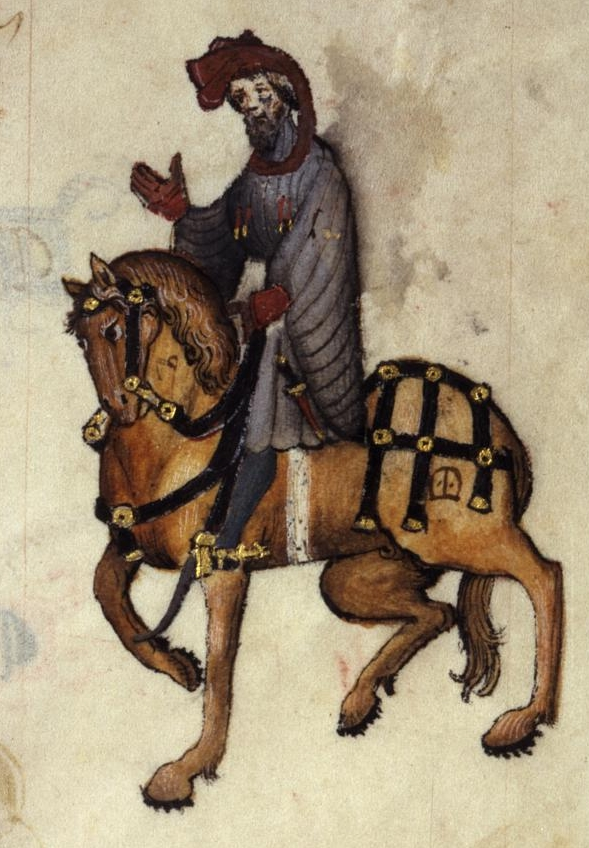
Le chevalier dans le manuscrit Ellesmere des Contes de Canterbury. La carrière de ce personnage présente des similitudes avec celle d'Henri de Grosmont, notamment en ce qui concerne ses croisades en terres païennes.

Dans sa politique de mécénat religieux, Grosmont ne diffère pas du reste des élites médiévales. Il finance notamment des chantres à Lancastre, ainsi qu'une centaine de prébendes et de précaires. L'année suivant la rédaction de son Livre, le duc de Lancastre refonde à Leicester un collège de chanoines séculiers composé de trente moines chargés du bien-être spirituel de cent pauvres et de dix sœurs pour s'occuper de leur santé. Il confie d'ailleurs à cet établissement une épine de la couronne du Christ qui lui aurait été donnée par Jean II après un tournoi en 1352.
La rédaction d'un ouvrage comme le Livre de Seyntz Medicines marque la véritable originalité de la piété d'Henri de Grosmont qui, porté par un « nouveau courant de piété personnelle et émotionnelle », ne se contente pas de lire des textes religieux mais ressent le besoin d'écrire lui-même.
La chevalerie telle qu'incarnée par Henri de Grosmont trouve un écho à la fin du XIVe siècle, où il fait partie (aux yeux des chroniqueurs et des poètes) du trio des « grands héros » des débuts de la guerre de Cent Ans aux côtés d’Édouard III et du Prince Noir. Il a également pu inspirer le chevalier des Contes de Canterbury, de Geoffrey Chaucer.

### Un savoir empirique
Henri de Grosmont n'est pas un érudit, et il n'a aucune difficulté à l'admettre. Malgré l'étendue des sujets qu'il traite dans son Livre, il avertit le lecteur qu'il a cherché lors de sa rédaction à éviter les « sujets profonds ». Les nombreux exemples qui parsèment son texte sont donc avant tout tirés d'un vaste savoir acquis par l'expérience, de manière empirique. En amateur de nourriture, c'est dans ce domaine qu'il a le plus de connaissances. Grosmont connaît la migration des saumons, sait que le printemps est la meilleure période pour boire du lait de chèvre en raison de l'herbe fraîche que l'animal mange à cette période ou est capable de citer une recette de cuisson du chapon au bain-marie recommandée pour les convalescents.
Beaucoup de ses métaphores tournent autour des loisirs de la noblesse que sont la chasse ou les tournois, dont il a évidemment une bonne connaissance. Il décrit son confesseur comme un forestier dont le travail consiste, métaphoriquement, à maintenir un équilibre entre les animaux et les prédateurs. Dans sa métaphore, le corps est le parc, les vertus d'un homme sont le gibier, sous la menace constante d'attaques de prédateurs assimilés au vice. Le combat du Christ contre le diable est également assimilable pour lui à un tournoi.
Le duc de Lancastre est au courant de l'actualité scientifique de son temps. Ainsi, lorsqu’il exprime son souhait de voir son âme ouverte pour exposer ses péchés, il établit une comparaison avec les dissections pratiquées sur des cadavres de condamnés à mort à l'université de Montpellier. Enfin, son texte laisse entrevoir un savoir bien plus prosaïque et quotidien, comme la description qu'il fait de la place du marché d'une ville, pour la comparer avec son cœur, où tous les péchés se rencontrent comme toute la société se rencontre sur un marché.
Cependant, malgré tous ces savoirs issus de l'expérience commune d'un homme de son temps, Henri de Grosmont reste justement un homme de son temps et ne remet pas en cause certaines idées, notamment médicinales. Il conseille ainsi d'atténuer le délire, la colère et la rage en plaçant sur la tête du sujet un coq éviscéré,.

## Ascendance
|  |                                                 |  |  |  |  |  |  |  |  |  |  |  |  |  |  |  |
|  | 16. Jean sans Terre                             |  |  |  |  |  |  |  |  |  |  |  |  |  |  |  |
|  |                                                 |  |  |  |  |  |  |  |  |  |  |  |  |  |  |  |
|  |                                                 |  |  |  |  |  |  |  |  |  |  |  |  |  |  |  |
|  | 8. Henri III d'Angleterre                       |  |  |  |  |  |  |  |  |  |  |  |  |  |  |  |
|  |                                                 |  |  |  |  |  |  |  |  |  |  |  |  |  |  |  |
|  |                                                 |  |  |  |  |  |  |  |  |  |  |  |  |  |  |  |
|  | 17. Isabelle d'Angoulême                        |  |  |  |  |  |  |  |  |  |  |  |  |  |  |  |
|  |                                                 |  |  |  |  |  |  |  |  |  |  |  |  |  |  |  |
|  |                                                 |  |  |  |  |  |  |  |  |  |  |  |  |  |  |  |
|  | 4. Edmond de Lancastre, 1er comte de Lancastre  |  |  |  |  |  |  |  |  |  |  |  |  |  |  |  |
|  |                                                 |  |  |  |  |  |  |  |  |  |  |  |  |  |  |  |
|  |                                                 |  |  |  |  |  |  |  |  |  |  |  |  |  |  |  |
|  | 18. Raimond-Bérenger IV de Provence             |  |  |  |  |  |  |  |  |  |  |  |  |  |  |  |
|  |                                                 |  |  |  |  |  |  |  |  |  |  |  |  |  |  |  |
|  |                                                 |  |  |  |  |  |  |  |  |  |  |  |  |  |  |  |
|  | 9. Éléonore de Provence                         |  |  |  |  |  |  |  |  |  |  |  |  |  |  |  |
|  |                                                 |  |  |  |  |  |  |  |  |  |  |  |  |  |  |  |
|  |                                                 |  |  |  |  |  |  |  |  |  |  |  |  |  |  |  |
|  | 19. Béatrice de Savoie                          |  |  |  |  |  |  |  |  |  |  |  |  |  |  |  |
|  |                                                 |  |  |  |  |  |  |  |  |  |  |  |  |  |  |  |
|  |                                                 |  |  |  |  |  |  |  |  |  |  |  |  |  |  |  |
|  | 2. Henri de Lancastre, 3e comte de Lancastre    |  |  |  |  |  |  |  |  |  |  |  |  |  |  |  |
|  |                                                 |  |  |  |  |  |  |  |  |  |  |  |  |  |  |  |
|  |                                                 |  |  |  |  |  |  |  |  |  |  |  |  |  |  |  |
|  | 20. Louis VIII le Lion                          |  |  |  |  |  |  |  |  |  |  |  |  |  |  |  |
|  |                                                 |  |  |  |  |  |  |  |  |  |  |  |  |  |  |  |
|  |                                                 |  |  |  |  |  |  |  |  |  |  |  |  |  |  |  |
|  | 10. Robert Ier d'Artois                         |  |  |  |  |  |  |  |  |  |  |  |  |  |  |  |
|  |                                                 |  |  |  |  |  |  |  |  |  |  |  |  |  |  |  |
|  |                                                 |  |  |  |  |  |  |  |  |  |  |  |  |  |  |  |
|  | 21. Blanche de Castille                         |  |  |  |  |  |  |  |  |  |  |  |  |  |  |  |
|  |                                                 |  |  |  |  |  |  |  |  |  |  |  |  |  |  |  |
|  |                                                 |  |  |  |  |  |  |  |  |  |  |  |  |  |  |  |
|  | 5. Blanche d'Artois                             |  |  |  |  |  |  |  |  |  |  |  |  |  |  |  |
|  |                                                 |  |  |  |  |  |  |  |  |  |  |  |  |  |  |  |
|  |                                                 |  |  |  |  |  |  |  |  |  |  |  |  |  |  |  |
|  | 22. Henri II de Brabant, duc de Brabant         |  |  |  |  |  |  |  |  |  |  |  |  |  |  |  |
|  |                                                 |  |  |  |  |  |  |  |  |  |  |  |  |  |  |  |
|  |                                                 |  |  |  |  |  |  |  |  |  |  |  |  |  |  |  |
|  | 11. Mathilde de Brabant                         |  |  |  |  |  |  |  |  |  |  |  |  |  |  |  |
|  |                                                 |  |  |  |  |  |  |  |  |  |  |  |  |  |  |  |
|  |                                                 |  |  |  |  |  |  |  |  |  |  |  |  |  |  |  |
|  | 23. Marie de Souabe                             |  |  |  |  |  |  |  |  |  |  |  |  |  |  |  |
|  |                                                 |  |  |  |  |  |  |  |  |  |  |  |  |  |  |  |
|  |                                                 |  |  |  |  |  |  |  |  |  |  |  |  |  |  |  |
|  | 1. Henri de Grosmont, 1er duc de Lancastre      |  |  |  |  |  |  |  |  |  |  |  |  |  |  |  |
|  |                                                 |  |  |  |  |  |  |  |  |  |  |  |  |  |  |  |
|  |                                                 |  |  |  |  |  |  |  |  |  |  |  |  |  |  |  |
|  | 12. Patrick de Chaworth                         |  |  |  |  |  |  |  |  |  |  |  |  |  |  |  |
|  |                                                 |  |  |  |  |  |  |  |  |  |  |  |  |  |  |  |
|  |                                                 |  |  |  |  |  |  |  |  |  |  |  |  |  |  |  |
|  | 6. Patrick de Chaworth, seigneur de Kidwelly    |  |  |  |  |  |  |  |  |  |  |  |  |  |  |  |
|  |                                                 |  |  |  |  |  |  |  |  |  |  |  |  |  |  |  |
|  |                                                 |  |  |  |  |  |  |  |  |  |  |  |  |  |  |  |
|  | 13. Hawise de Londres                           |  |  |  |  |  |  |  |  |  |  |  |  |  |  |  |
|  |                                                 |  |  |  |  |  |  |  |  |  |  |  |  |  |  |  |
|  |                                                 |  |  |  |  |  |  |  |  |  |  |  |  |  |  |  |
|  | 3. Maud Chaworth                                |  |  |  |  |  |  |  |  |  |  |  |  |  |  |  |
|  |                                                 |  |  |  |  |  |  |  |  |  |  |  |  |  |  |  |
|  |                                                 |  |  |  |  |  |  |  |  |  |  |  |  |  |  |  |
|  | 28. William Beauchamp                           |  |  |  |  |  |  |  |  |  |  |  |  |  |  |  |
|  |                                                 |  |  |  |  |  |  |  |  |  |  |  |  |  |  |  |
|  |                                                 |  |  |  |  |  |  |  |  |  |  |  |  |  |  |  |
|  | 14. Guillaume de Beauchamp, 9e comte de Warwick |  |  |  |  |  |  |  |  |  |  |  |  |  |  |  |
|  |                                                 |  |  |  |  |  |  |  |  |  |  |  |  |  |  |  |
|  |                                                 |  |  |  |  |  |  |  |  |  |  |  |  |  |  |  |
|  | 29. Isabella Mauduit                            |  |  |  |  |  |  |  |  |  |  |  |  |  |  |  |
|  |                                                 |  |  |  |  |  |  |  |  |  |  |  |  |  |  |  |
|  |                                                 |  |  |  |  |  |  |  |  |  |  |  |  |  |  |  |
|  | 7. Isabelle de Beauchamp                        |  |  |  |  |  |  |  |  |  |  |  |  |  |  |  |
|  |                                                 |  |  |  |  |  |  |  |  |  |  |  |  |  |  |  |
|  |                                                 |  |  |  |  |  |  |  |  |  |  |  |  |  |  |  |
|  | 30. John FitzGeoffrey                           |  |  |  |  |  |  |  |  |  |  |  |  |  |  |  |
|  |                                                 |  |  |  |  |  |  |  |  |  |  |  |  |  |  |  |
|  |                                                 |  |  |  |  |  |  |  |  |  |  |  |  |  |  |  |
|  | 15. Maud FitzJohn                               |  |  |  |  |  |  |  |  |  |  |  |  |  |  |  |
|  |                                                 |  |  |  |  |  |  |  |  |  |  |  |  |  |  |  |
|  |                                                 |  |  |  |  |  |  |  |  |  |  |  |  |  |  |  |
|  | 31. Isabel Bigod                                |  |  |  |  |  |  |  |  |  |  |  |  |  |  |  |
|  |                                                 |  |  |  |  |  |  |  |  |  |  |  |  |  |  |  |
|  |                                                 |  |  |  |  |  |  |  |  |  |  |  |  |  |  |  |

## Descendance
Du mariage d'Henri avec Isabelle de Beaumont, célébré en 1337, naissent deux filles :
- Maud (1339 - 1362) qui épouse successivement Ralph de Stafford en 1344, et après le décès de celui-ci en 1348, le duc Guillaume III de Bavière ;
- Blanche (1345 - 1368) qui épouse, en 1359, Jean de Gand, et a trois enfants :
  - Philippa de Lancastre (1360 - 1415) qui épouse, en 1387, Jean Ier, et devient ainsi reine de Portugal. De leur mariage sont issus plusieurs rois de Portugal puis d'Espagne dont Charles Quint.
  - Élisabeth de Lancastre (1364 - 1426) qui épouse successivement Jean Holland puis John Cornwall. De la première de ces unions est issu Jean Holland.
  - Henri IV, roi d'Angleterre qui épouse successivement Marie de Bohun et Jeanne de Navarre. De la première de ces unions sont issus plusieurs rois d'Angleterre.